# اوکیفونه

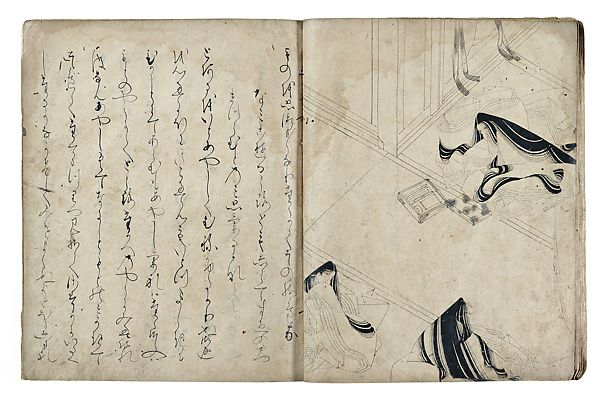
صفحه ای از یک نسخه مصور قرن سیزدهمی از فصل «اوکیفونه» / «اوکیفونه» در داستان گنجی، در آن، اوکیفونه نامه ای از کائورو گنجی را می‌خواند که در آن او را به خاطر بی‌وفایی و رابطه با با شاهزاده نیو سرزنش می‌کند، و اوکیفونه عصبی در جلوی سنگ جوهر و قلم مو می‌نشیند و فکر می‌کند که چگونه پاسخ دهد.

اوکیفونه (به ژاپنی: 浮舟, うきふね)، نام مستعار یک شاهزاده خانم در داستان گنجی است. دختر ناشناس شاهزاده هشتم. فصل ۵۱ داستان به نام او نامگذاری شده است.

## داستان
اوکیفونه دختر ناشناخته شاهزاده هشتم، خواهر ناتنی اویگیمی و ناکانوکیمی، و بانوی جوانی با زیبایی و ظرافت غیرمعمول است که با مادرش در فاصله ای دور از دربار زندگی می‌کند و از او در برابر سیاست‌های درباری محافظت می‌کند. او به عنوان ساده لوح در نظر گرفته می‌شود و هم کائورو گنجی و هم شاهزاده نیو به دنبال عشق او می‌گردند، و او برای اینکه خود را از مثلث عشق رها کند، با پرتاب خود به رودخانه Uji تلاش می‌کند تا خودکشی کند، اما پس از نجات یافتن، عهد می‌بندد که یک راهبه بودایی شود و خود را در اونو منزوی کند. در دامنه غربی کوه هییی، او از دیدن دوباره کائورو امتناع می‌ورزد؛ بنابراین داستان بدون هیچ راه حل دیگری برای او به پایان می‌رسد.